# 奥山道郎
奥山 道郎（おくやま みちろう、大正8年（1919年）4月10日 - 昭和20年（1945年）5月24日） は、大日本帝国陸軍軍人。最終階級は陸軍大佐。陸士53期。義烈空挺隊長。三重県出身。

## 経歴
陸軍砲兵中佐・奥山春次郎（陸士18期）の長男として神奈川県で出生。
千葉中学（現：千葉県立千葉中学校・高等学校）、津中学（現：三重県立津高等学校）を経て、東京陸軍幼年学校に入校。
- 昭和15年2月：陸軍士官学校（53期）卒業。
- 昭和15年5月：陸軍工兵少尉に任官、工兵第11連隊附。
- 昭和15年12月：挺進練習部附。
- 昭和16年8月：陸軍中尉に進級。
- 昭和16年11月：教導挺進第1連隊附。
- 昭和18年6月：教導挺進第1連隊 中隊長。
- 昭和18年12月：陸軍大尉に進級。
- 昭和19年11月：第6航空軍司令部附。
- 昭和20年5月24日：義烈空挺隊長として沖縄に突入、戦死。26歳没。

- 昭和20年6月10日：陸軍少佐に進級。
- 昭和20年6月15日：戦死認定、陸軍大佐に進級（2階級特進）。

## 人物
- 奥山の御霊は御英霊の一柱として、津市広明町の三重県護国神社に祀られている。
- 辞世の句は「吾が頭南海の島に 瞭さるも 我は微笑む 國に貢せば」奥山道郎の墓(津市彰見寺)

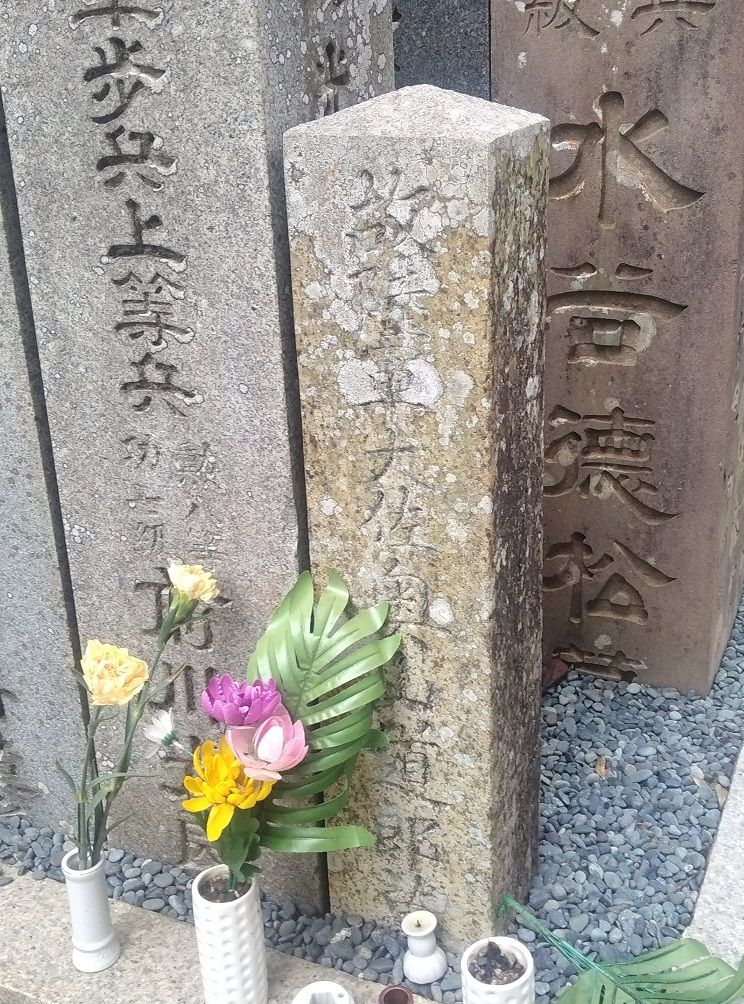
奥山道郎の墓(津市彰見寺)

- 奥山は出撃前に少佐進級の内示があったが、少佐の階級章を一度も付けることはなかった。戦死認定の後にさらに二階級特進し、最終階級は大佐となっている。